# ポッツァッロ
ポッツァッロ（イタリア語: Pozzallo, シチリア語: u Puzzaḍḍu）は、イタリア共和国シチリア州ラグーザ県にある、人口約19,000人の基礎自治体（コムーネ）。

## 地理

### 位置・広がり

#### 隣接コムーネ
隣接するコムーネは以下の通り。
- イスピカ
- モーディカ

## 人物

### 著名な出身者
- ジョルジョ・ラ・ピーラ - 20世紀の学者・社会運動家・政治家、フィレンツェ市長。